# Gracila albomarginata
Gracila albomarginata là loài cá biển duy nhất thuộc chi Gracila trong họ Cá mú. Loài này được mô tả lần đầu tiên vào năm 1930.

## Từ nguyên
Gracila trong tiếng Latinh có nghĩa là "thanh mảnh", không rõ hàm ý, có lẽ đề cập đến các gai vây lưng và vây hậu môn khá mảnh của loài cá này; còn từ định danh được ghép bởi hai âm tiết trong tiếng Latinh: albus ("trắng") và marginata ("rìa, viền"), hàm ý đề cập đến dải viền trắng của vây lưng mềm (màu trắng xanh ở nhiều cá thể).

## Phân loại học
Dựa trên kết quả phân tích chủng loại phân tử, Ma và Craig (2018) chỉ công nhận Gracila là đồng nghĩa của Cephalopholis, tuy nhiên điều này không được đồng tình bởi nhiều nhà ngư học.

## Phạm vi phân bố và môi trường sống
G. albomarginata có phân bố rộng khắp khu vực Ấn Độ Dương - Thái Bình Dương, từ Đông Phi trải dài về phía đông đến quần đảo Line và Tuamotu, ngược lên phía bắc đến quần đảo Ryukyu (Nhật Bản), xa về phía nam đến rạn san hô Great Barrier (Úc) và Nouvelle-Calédonie. Loài này không xuất hiện ở Biển Đỏ và vịnh Ba Tư.
G. albomarginata sống trên các rạn viền bờ ở độ sâu trong khoảng 6–120 m.

## Mô tả
Chiều dài cơ thể lớn nhất được ghi nhận ở G. albomarginata là 40 cm. Cá trưởng thành màu xám nâu/lục xám/nâu đỏ với khoảng 16–20 vạch đen ở hai bên lườn với một đốm đen nổi bật trên cuống đuôi. Đầu có nhiều vân sọc màu xanh lam thẫm. Trong một khoảng thời gian ngắn, chúng có thể xuất hiện một vùng trắng trên lưng lan xuống hai bên, cuống đuôi chuyển sang trắng. Cá con có màu tím hoặc nâu với các dải đỏ cam trên vây lưng và vây hậu môn cùng hai thùy đuôi (lan rộng đến rìa cuống đuôi).
Số gai ở vây lưng: 9; Số tia vây ở vây lưng: 14–15; Số gai ở vây hậu môn: 3; Số tia vây ở vây hậu môn: 9; Số tia vây ở vây ngực: 18–19; Số vảy đường bên: 67–73.

## Sinh thái học

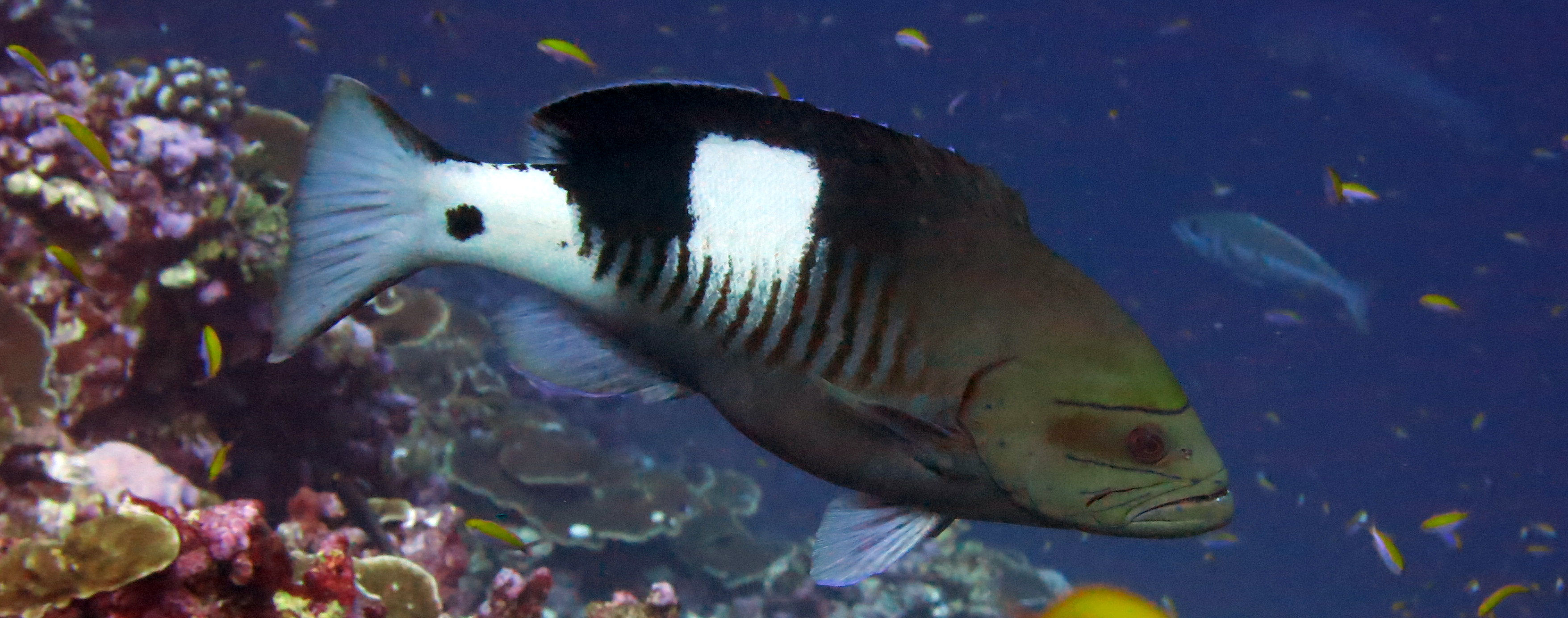
Kiểu hình đốm trắng ở cá trưởng thành

Thức ăn chủ yếu của G. albomarginata là cá nhỏ hơn. Chúng thường sống đơn độc, nhưng đôi khi có thể hợp thành nhóm (khoảng 3–4 cá thể).

## Thương mại
G. albomarginata thi thoảng được đánh bắt trong ngành ngư nghiệp quy mô nhỏ và đánh bắt thủ công ở một số khu vực.